# Планински бряст
Планинският бряст (Ulmus glabra) е листопадно дърво от семейство Брястови. Естествено разпространен е в умерените ширини на Европа до Урал, Кавказ и Северен Иран на югоизток. Среща се в почти всички флористични райони на България (с изключение на Пирин и Славянка), край реки и потоци в предпланинския и долния планински пояс между 500 и 1500 м надморска височина.

## Описание и характеристики
Брястът е висок до 40 м; кората му е тъмносива, сравнително гладка при младите и надлъжно напукана при възрастните дървета.
Младите клонки са зигзагообразни, гъсто овласени и дебели; пъпките му са заоблени, тъмнокафяви, с размери около 8 мм.
Листата му, разположени на къси дръжчици последователно върху клоните, са с дължина до 18 см, и имат елипсовидна до обратно-яйцевидна форма със слабо асиметрична основа и един или няколко източени върха. Покрити са от твърди власинки, заради които горната повърхност се усеща грапава при допир.
Цъфтежът е преди разлистване. Плодът е тъмно орехче в средата на елипсовидна крилатка, леко врязана при върха.

## Галерия
- Листа
- Цвят
- Плод
- Кора